# Palaeocarpilius
Palaeocarpilius is een uitgestorven geslacht van kreeftachtigen, dat leefde van het Eoceen tot het Mioceen.

## Beschrijving
De sterk gebogen, ovale carapax van deze 6 cm lange krab had een iets uitstekende voorzijde en was overlangs sterk afgerond. De randen van de carapax waren gestekeld en de scharen waren robuust, de rechter was het grootst en krachtig. Het dier had 8 lange, stevige poten. De voorzijde van de carapax boog om de rand neerwaarts tot aan de kop met de gesteelde ogen en sloot aan op de smalle mondplaat. Dit in de tropen levende geslacht leefde in de buurt van kusten.